# Locomotiva SB 19
La locomotiva 19 della Südbahn era una locomotiva a vapore a tender separato, progettata per la trazione di treni passeggeri.

## Storia
Poiché le locomotive del gruppo 13 avevano difficoltà a percorrere le strette curve del Semmering, la Südbahn decise di sostituirle con nuove locomotive, munite di carrello anteriore, per inscriversi più facilmente nelle curve.
Furono pertanto ordinate alla Maschinenfabrik Esslingen 17 locomotive di rodiggio 2B, consegnate nel 1860–61, che andarono a costituire il gruppo 14. Con il nuovo schema di classificazione introdotto nel 1864 furono rinumerate nel gruppo 19, con numeri 540–557.
I buoni risultati raggiunti da queste macchine indussero la Südbahn ad ordinare due ulteriori serie: nel 1864 12 unità (558–569) alla StEG e alla Wiener Neustadt, e nel 1870–1873 ulteriori 15 unità (570–594) alla Wiener Neustadt.
In seguito ai mutamenti territoriali conseguenti alla prima guerra mondiale, le 19 furono spartite fra le BBÖ austriache (che ottennero 29 unità classificate 116.01–24 e 116.101–105) e le FS italiane (che ottennero 20 unità classificate 512.001–020). In entrambi i paesi le locomotive furono ritirate dal servizio intorno al 1930.